# Lambanóg

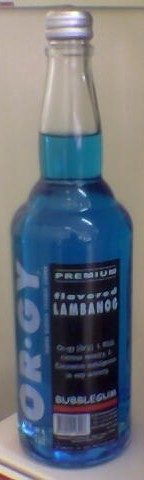
Butelka Lambanóg barwionego gumą do żucia

Lambanóg – rodzaj wódki wytwarzanej na Filipinach z orzechów kokosowych.
Wódka lambanóg wytwarzana jest przez destylację sfermentowanego mleczka kokosowego. Zawartość alkoholu ok. 40–45% (według miary anglosaskiej 80–90°) po destylacji jednokrotnej albo ok. 83% (166°) po dwukrotnej. Produkcja odbywa się zarówno na skalę przemysłową, jak i na skalę indywidualną (jak bimber).
Największe wytwórnie (destylarnie) lambanóg zlokalizowane są w prowincji Quezon, gdzie znajdują się też największe na Filipinach plantacje kokosów.